# HD 39225
'HD 39225 är en ensam stjärna belägen i den södra delen av stjärnbilden Kusken. Den har en genomsnittlig skenbar magnitud av ca 6,04 och är mycket svagt synlig för blotta ögat där ljusföroreningar ej förekommer. Baserat på parallax enligt Gaia Data Release 2 på ca 5,2 mas, beräknas den befinna sig på ett avstånd på ca 620 ljusår (ca 191 parsek) från solen. Den rör sig bort från solen med en heliocentrisk radialhastighet på ca 98 km/s och är en misstänkt flyktstjärna.

## Egenskaper
HD 39225 är en röd till orange jättestjärna av spektralklass M1+III Fe-1 där suffixnoten anger ett underskott av järn i stjärnans atmosfär jämfört med liknande stjärnor i klassen. Den ligger för närvarande på den asymptotiska jättegrenen. Den har en radie som är ca 43 solradier och har ca 400 gånger solens utstrålning av energi från dess fotosfär vid en effektiv temperatur av ca 3 900 K.
HD 39255 är en misstänkt variabel stjärna med variation i skenbar magnitud mellan 5,82 och 6,07.